# Euphyia virgata
Euphyia virgata là một loài bướm đêm trong họ Geometridae.